# Louis Tylka
Louis Tylka (Harvey, Illinois, 26 de maio de 1970) é um ministro americano e bispo católico romano de Peoria.
Louis Tylka, o caçula de seis filhos, frequentou a Saint Joseph's Elementary School em Homewood de 1976 a 1984 e a Marian Catholic High School em Chicago Heights de 1984 a 1988. Tylka então estudou filosofia e teologia católica na Loyola University Chicago e na University of Saint Mary of the Lake em Mundelein. Recebeu o Sacramento da Ordem em 18 de maio de 1996 do Arcebispo de Chicago, Cardeal Joseph Bernardin.
Após a ordenação, Louis Tylka serviu como vigário paroquial em Saint Michael Parish em Orland Park antes de se tornar vigário paroquial na Saints Faith, Hope and Charity Parish em Winnetka em 2003. De 2004 a 2014, Louis Tylka serviu como pastor da Paróquia Mater Christi, North Riverside. Em 2014, Tylka tornou-se vigário da paróquia de Saint Julie Billiart em Tinley Park e presidente do Conselho de Sacerdotes da Arquidiocese de Chicago.
Em 11 de maio de 2020, o Papa Francisco o nomeou Bispo Coadjutor de Peoria. O Arcebispo de Chicago, Cardeal Blase Joseph Cupich, o consagrou em 23 de julho do mesmo ano na Catedral de Santa Maria da Imaculada Conceição em Peoria; Co-consagradores foram o Núncio Apostólico nos Estados Unidos, Arcebispo Christophe Pierre, e o Arcebispo de Milwaukee, Jerome Listecki.
Com a renúncia de Daniel Robert Jenky CSC em 3 de março de 2022, ele o sucedeu como Bispo de Peoria.